# شوندوک (روستا)
شوندوک (به لاتین: Shunduk) یک منطقهٔ مسکونی در روسیه است که در آدیغیه واقع شده‌است.